# فيليب بيريمان
فيليب بيريمان (بالإنجليزية: Phillip Berryman)‏ هو عالم عقيدة ومؤلف وكاتب أمريكي، ولد في 1938.